# The Good Son
The Good Son è il sesto album di Nick Cave and the Bad Seeds, pubblicato nel 1990. Venne preceduto dall'uscita del singolo The Ship Song/The Train Song. The Weeping Song/Cocks 'n' Asses venne commercializzato in seguito, anch'esso come singolo.

## Il disco
Dopo un album oscuro ed intenso come Tender Prey, le atmosfere costruite da Nick Cave per questo disco si fanno più rilassate. Il cambiamento nello stile era dovuto in larga parte all'innamoramento di Nick Cave per la stilista brasiliana Viviane Carniero e apparentemente vengono abbandonate le descrizioni di squallore e miseria degli scorsi due album. Ciò nonostante, oggi, la maggior parte dei fan considerano questo disco come un classico che venne giudicato in maniera sbagliata all'uscita.

## Tracce
1. Foi Na Cruz – 5:39 (Nick Cave)
2. The Good Son – 6:01 (Nick Cave)
3. Sorrow's Child – 4:36 (Nick Cave)
4. The Weeping Song – 4:21 (Nick Cave)
5. The Ship Song – 5:14 (Nick Cave)
6. The Hammer Song – 4:16 (Nick Cave)
7. Lament – 4:51 (Nick Cave)
8. The Witness Song – 5:57 (Nick Cave)
9. Lucy – 4:17 (Nick Cave, Blixa Bargeld, Roland Wolf)

Durata totale: 45:12

## Formazione
- Nick Cave – voce, pianoforte, organo, armonica a bocca
- Mick Harvey – voce, chitarra, basso, vibrafono, percussioni
- Blixa Bargeld – voce, chitarra
- Kid Congo Powers – chitarra
- Thomas Wydler – batteria, percussioni